# 빈스 카터
빈스 카터(영어: Vince Carter)로 잘 알려진 빈센트 러마 카터 주니어(영어: Vincent Lamar Carter Jr., 1977년 1월 26일~)는 미국의 은퇴한 농구 선수로 포지션은 스윙맨이다. 전미 농구 협회(NBA)의 토론토 랩터스, 뉴저지 네츠, 올랜도 매직, 피닉스 선스, 댈러스 매버릭스, 멤피스 그리즐리스, 새크라멘토 킹스, 애틀랜타 호크스에서 활동했다. NBA 역사상 가장 많은 21개의 시즌 동안 활약한 4번째 선수이다. NBA 스타 선수인 트레이시 맥그레이디와는 사촌지간이다.
고등학교 시절 맥도날드 올아메리칸 선수였던 카터는 노스캐롤라이나 대학교 채플힐에서 3년간 농구를 하였다.  거기에 있는 동안 토론토 랩터스로 그를 이적시킨 골든스테이트 워리어스에 의하여 1998년 NBA 드래프트에서 전체 5위 선택으로서 선발되기 전에 NCAA 토너먼트의 파이널 포에 2번이나 도달하였다.  그는 1999년 NBA "올해의 신인" 상을 수상하고 2000년 NBA 올스타 위켄드에서 슬램덩크 경연 대회를 우승하였다.  그해 여름 2000년 하계 올림픽에서 미국을 대표하여 금메달을 획득하였다.
카터는 랩터스에서 스타 선수로서 나타나 자신의 뛰어넘는 능력과 슬램덩크와 함께 관중들을 즐기게 하여 "Vinsanity", "Air Canada"와 "Half-Man, Half-Amazing" 같은 별명들이 붙여졌다.  2004년 12월 그는 자신이 지속적으로 큰 수를 게시한 뉴저지 네츠로 이적되었다.  2009년 6월 카터는 올랜도 매직으로 이적되었다.  매직과 함께 자신의 첫 시즌에 그는 자신의 처음이자 여태까지 단 하나의 컨퍼런스 결승전 시리즈에 나왔다.  2010년 12월 그는 피닉스 선스로 이적되었다.  그는 2011년 전직 챔피언 댈러스 매버릭스와 2014년 멤피스 그리즐리스에 가입하였다.  2017년 그는 새크라멘토 킹스와 계약을 맺었다.  2018년 그는 호크스와 계약을 맺었다.
카터는 8회의 NBA 올스타이다.  그는 10개의 연속적 시즌에서 한 경기에 최소한 20 포인트, 4 리바운드와 3 어시스트를 평균하는 데 NBA 역사상 6명의 선수들 중의 하나이다.  그는 또한 24,000 포인트, 6,000 리바운드, 2,500 어시스트, 1,000 스틸과 1,000 3-포인트 필드골을 기록하는 데 리그 역사상 6명의 선수들 중의 하나이기도 하다.
농구의 외부로 카터는 자신의 희망 재단의 대사관을 설립하여 플로리다주, 뉴저지주와 토론토에서 어린이들과 그들의 가족들을 보조하였다.  그는 또한 어린이 가정 사회에 의하여 "올해의 어린이 주창자"로서 2000년에 인정을 받았고, 자신의 고향 주에서 자신의 박애주의로 인하여 2007년 플로리다주 지사의 라이트 오브 포인츠 상을 받았다.
2020년 6월, 코로나바이러스감염증-19 대유행으로 인해 리그가 중단되면서 43세의 나이로 현역 은퇴를 선언하였다.

## 고교와 대학 경력
플로리다주 데이토나비치에서 태어난 카터는 메인랜드 고등학교에서 수학하였다.  그는 56년 만에 메인랜드의 농구 팀을 그 첫 클래스 6A 주립 타이틀로 이끌었고 1995년 맥도날드 올아메리칸 선수였다.  카터는 노스캐롤라이나 대학교 채플힐에서 수학하며 딘 스미스, 그리고 후에 빌 거스리지 아래 노스캐롤라이나 타힐스를 위하여 대학 농구를 하는 데 3개의 시즌을 보냈다.  1997년~98년 시즌 동안 그는 앤톤 제이미슨, 섀몬드 윌리엄스, 에드 코타, 아데몰라 오쿨라자와 마흐타르 은디아예가 나온 새 감독 거스리즈의 "6명의 출발 선수" 시스템의 일원이었다.  자신의 2학년생과 주니어 시즌 동안 카터는 타힐스를 연속적 ACC 남자 농구 토너먼트 타이틀과 파이널 포 출연들로 도움을 주었다.  그는 한 경기에 15.6 포인트 평균과 그 시즌을 끝내고, 세컨드 팀 올아메리칸, 퍼스트 팀 올 ACC로, 그리고 팬의 길잡이 3번째 1년 코치의 ACC 올디펜시브 팀으로 임명되었다.  1998년 5월 카터는 그해의 NBA 드래프트를 위하여 선언하여 그 봄에 일찍이 선언을 해 온 자신의 클래스 동료 제이미슨을 따라갔다.  자신의 NBA 경력 동안 카터는 대학에서 자신의 과정 전공을 지속하였고, 2000년 8월 아프리카계 미국인 학과에서 학위와 함께 졸업하였다.
2012년 1월 3일 카터는 35명의 거대한 맥도날드 올아메리칸 선수들 중의 하나로 명예를 얻었고, 2월 23일 욕망스러운 NCAA와 NBA 팬인 버락 오바마 대통령은 기금 이벤트에서 카터를 칭찬하여 카터의 경기를 "그가 타힐스를 위하여 활약해 온 이래 나를 위한 거대한 대접"으로서 카터의 경기를 언급하였다.

## 프로 경력

### 토론토 랩터스(1998년~2004년)
카터는 1998년 NBA 드래프트에서 전체 5위 선택과 함께 골든스테이트 워리어스와 함께 드래프트되었다.  그러고나서 그는 자신의 대학 동료 선수이자 좋은 친구인 전체 4위 선택 앤톤 제이미슨을 위하여 토론토 랩터스로 이적되었다.  랩터스는 프랜차이즈로서 자신들의 첫 3년 동안 분투해왔다.  카터는 팀을 47 우승 시즌과 2001년 처음이자 마지막 플레이오프 시리즈로 이끌어 동부 컨퍼런스 준결승전으로 진출시키기 전에 2000년 랩터스를 그들의 처음이자 마지막 플레이오프 출연으로 이끈 수단이었다.
NBA의 록아웃의 이유로 카터의 신인 선수 시즌은 1999년 1월까지 시작되지 않았다.  카터는 자신에게 "Air Canada"라는 별명을 준 치솟는 공격적 경기와 함께 빠르게 팬의 총아가 되었다.  그는 18.3 포인트를 평균하고 셀 수 없는 빚나는 장면의 덩크슛을 던진 후 "올해의 NBA 신인" 상을 수상하였다.  카터는 자신의 2번째 시즌에 완전히 다자란 스타 선수로 올랐으며, 한 경기에 25.7 포인트를 평균하고 랩터스를 프랜차이즈 영사상 첫 플레이오프 출연으로 올렸다.  그는 이어서 자신의 첫 NBA 올스타 선발을 얻고 올NBA 서드 팀으로 임명되었다.  2000년 NBA 올스타 위켄드가 열리는 동안 카터는 그 역사상 가장 기억에 남는 슬램덩크 경연 대회를 보였다.  그는 360° 풍차, 다리들 사이를 튀는 덩크와 가장자리에서 팔꿈치 덩크를 포함한 덩크슛의 정렬을 상연하면서 경연 대회를 우승하였다.  카터와 그의 먼 사촌 트레이시 맥그레이디는 1998년과 2000년 사이에 랩터스에서 무시무시한 하나-둘의 펀치를 형성하였다.  하지만 2000년 8월 맥그레이디는 올랜도 매직으로 거래됭 랩터스의 프랜차이즈 선수로서 카터를 떠났다.  그 일은 토론토에서 만약 맥그레이디와 카터가 함께 머물렀다면 랩터스가 챔피언십을 우승할 수 있었다고 어떤이들에 의하여 믿어졌다.

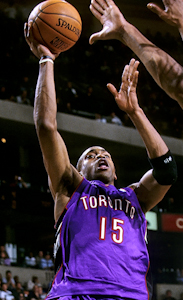
토론토 랩터스 시절의 카터

자신의 3번째 시즌인 2000년~01년에 카터는 한 경기에 경력 사상 27.6 포인트를 평균하여 올NBA 세컨드 팀으로 이루고, 2001년 NBA 올스타 경기를 위하여 출발 선수로서 투표되었다.  랩터스는 또한 당시 프랜차이즈 기록인 47 승과 함께 정규 시즌을 끝냈다.  플레이오프들에서 랩터스는 첫 라운드에서 뉴욕 닉스를 3 대 2로 꺾고 필라델피아 세븐티식서스를 상대로 향하는 데 동부 컨퍼런스 준결승전으로 진출하였다.  카터와 앨런 아이버슨은 앞뒤로 변동시킨 7개의 경기 시리즈에서 활약하였다.  카터는 3번째 경기에서 50 포인트를 득점하고 하나의 경기에서 이룬 가장 많은 3 포인트 필드골을 위한 NBA 플레이오프 기록을 세웠다.  7번째 경기를 위한 텔레비전 시청률은 비결승전 경기를 위하여 NBC 역사상 가장 많이 시청된 것 중에 하나로서 치솟았다.  세븐티식서스와 랩터스가 각각 카터와 아이버슨에 자신들의 2배의 팀 압력을 증가시키면서 경기를 우승하는 슛이 2.0 초가 남으면서 카터에 내려왔다.
그해 8월 카터는 9천 4백만 달러 만큼의 가치에 6년 연장 계약을 맺었다.  하지만 카터는 자신의 큰 계약의 깨어남에 자신의 무릎과 경력 변질 문제들이 되려고 한 영향들을 보이기 시작하였다.  그는 무릎과 햄스트링 부상들을 겪은 후, 박약한 선수로서 평판을 얻었다.
카터는 부상의 이유로 2001년~02년 정규 시즌의 최종 22개의 경기들을 놓쳤다.  그는 60개의 경기들에서 시작하여 한 경기에 24.7 포인트를 평균하였다.  12월 7일 카터는 덴버 너기츠를 상대로 42 포인트, 15 리바운드, 6 어시스트와 5 스틸을 기록하였다.  그는 리그가 공식적으로 스틸을 따라간 1973년~74년 시즌으로 돌아가서 40 포인트, 15 리바운드, 5 스틸과 5 어시스트를 게시하는 데 단 2명의 선수들로서 찰스 바클리(1988)에 가입하였다.  그는 2002년 NBA 올스타 경기로 투표되었으나 부상을 당한 이유로 참가할 수 없었다.  2002년의 NBA 플레이오프들이 열리는 동안 카터 없이 랩터스는 첫 라운드에서 디트로이트 피스턴스에 의하여 5개의 경기들에서 패하였다.
오프 시즌의 수술에 이어 카터는 2002년~03년 시즌 동안 43개의 경기들 만을 해낼 수 있었다.  2003년 2월 카터는 마이클 조던이 올스타로서 그의 최종 출발을 이루는 데 허락하는 데 그해의 올스타 경기에서 자신의 출발 자리를 조던에게 양보하였다.  2003년~04년 시즌 동안 카터는 73개의 경기들에서 활약하였으나 랩터스는 플레이오프들을 이루는 데 짧아진 3개의 경기들로 떨어졌다.

### 뉴저지 네츠(2004년~09년)

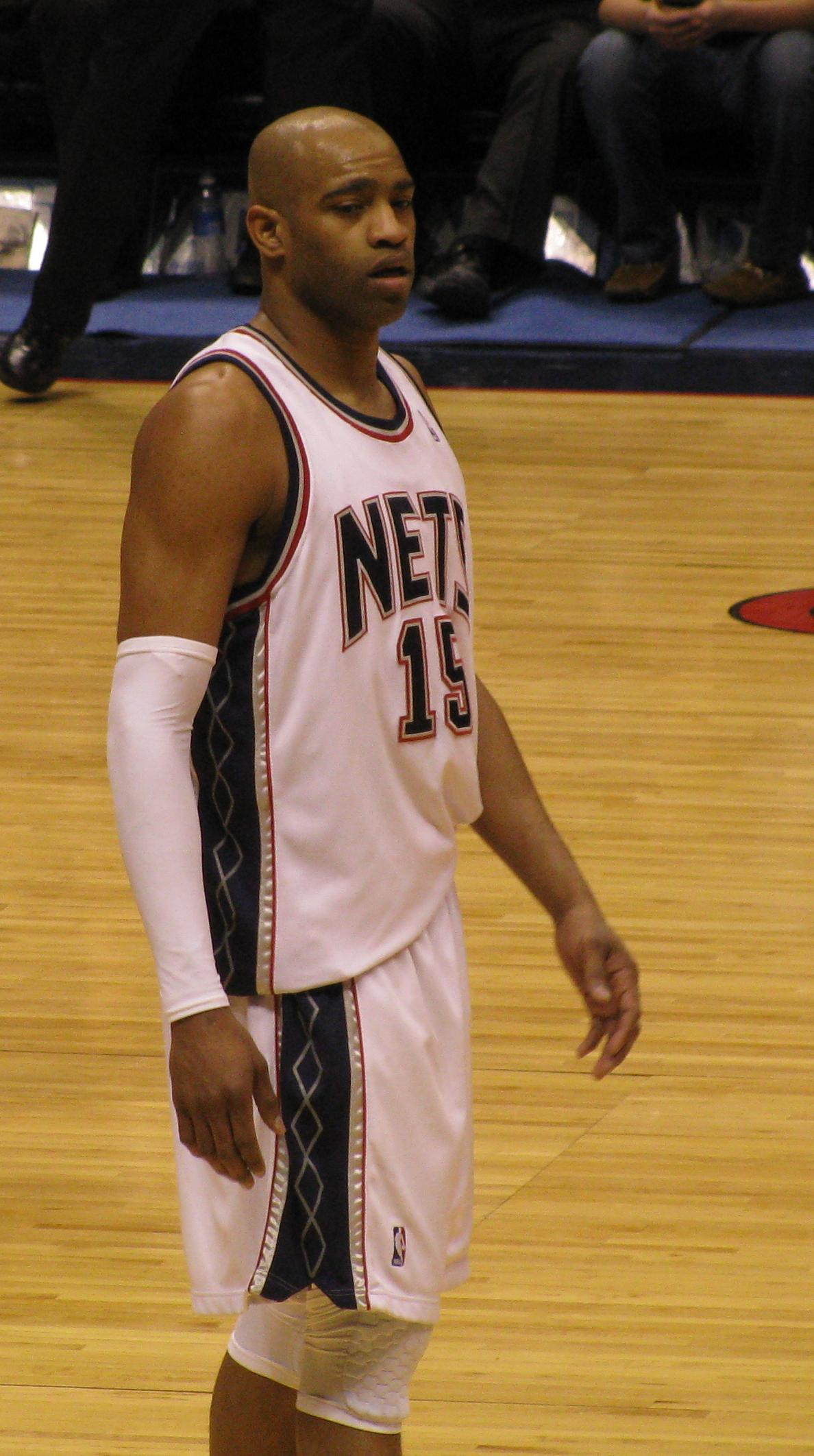
뉴저지 네츠와 함께(2009년)

카터는 2004년 12월 17일 뉴저지 네츠에 의하여 취득되어 2009년 6월에 떠나기 전에 그 팀을 위하여 5개의 시즌들을 활약하였다.  카터는 네츠와 함께 자신의 가장 높은 수들의 어떤 것들을 생산하여 뉴저지 네츠에서 자신의 재직 기간에 한 경기에 23.6 포인트를 평균하는 데 랩터스와 함께 한 경기에 자신의 23.4 포인트를 앞섰다.  그는 자신의 4개의 완전한 시즌에 11개 만의 경기들을 놓쳤고, 2005년과 2007년 사이에 네츠를 3개의 플레이오프 연속으로 이끄는 도움을 주었다.
카터는 지도력 있는 선수들로서 제이슨 키드와 리처드 제퍼슨과 함께 네츠에 가입하였다.  하지만 3중주는 2004년~05년 시즌 동안 완전한 힘에서 함께 활약하는 데 전혀 협력하지 않았다.  카터와 키드는 플레이오프들로 이루는 시즌을 끝내는 데 15 승 4 패에 천락한 명부를 지니었다.
2005년~06년 시즌에 카터-키드 듀오는 함께 네츠를 49 승, 애틀랜틱 디비전 타이틀과 플레이오프들에서 3번째 근원으로 함께 이끌었다.  카터는 5개의 경기들에서 결국적인 NBA 챔피언 마이애미 히트에게 패하기 전에 네츠를 플레이오프들의 2번째 라운드로 이끄는 도움을 주었다.  11개의 플레이오프 경기들에서 카터는 29.6 포인트, 7.0 리바운드와 5.3 어시스트를 평균하였다.  카터는 2006년 동부 컨퍼런스 올스타로 임명되었다.  2005년 11월 7일 카터는 마이애미 히트를 상대로 방어적으로 신념이 굳은 알론조 모닝에 가장 추억적인 덩크슛을 던졌다.  12월 23일 카터는 히트를 상대로 16개와 함께 쿼터에서 이룬 가장 많은 프리스로를 위한 NBA 기록을 세웠다.  그는 같은 경기에서 51 포인트의 자신의 경력 사상 득점을 동점매겼다.
2006년~07년 시즌에 카터는 2007년 NBA 올스타 경기로 예비 선수로 임명되어 자신의 8번째 올스타 출연에 특정을 지었다.  4월 7일 워싱턴 위저즈에 120 대 114의 연장전 우승에서 카터와 키드는 같은 경기에서 트리플-더블을 기록하는 데 1989년 로스앤젤레스 클리퍼스를 상대로 시카고 불스의 마이클 조던과 스코티 피펜이 이 업적을 이룬 이래 18년의 세월에 첫 동료 선수들이 되었다.  카터는 46 포인트, 경력 사상 16 리바운드와 10 어시스트와 함께 끝냈다.  키드는 10 포인트, 동점을 매긴 경력 사상 16 리바운드와 함께 끝내고 시즌 사상 18 어시스트와 동점을 매겼다.  카터는 82개 전부의 경기들을 활약하여 21 포인트와 함께 25 포인트 이상을 평균하며 2006년~07년 시즌을 끝냈다.
그해 7월 카터는 네츠와 함께 4년 61.8 백만 달러의 계약과 함께 재계약을 맺었다.
2007년~08년 시즌 동안 키드는 댈러스 매버릭스로 이적되었다.  카터는 올스타 브레이크에 이어 지도력 있는 선수가 되는 데 명예를 얻었다.  그는 네츠의 주장이 되어 2008년~09년 시즌에 그와 동료 선수 데빈 해리스는 리그에서 최고의 득점 출발 백코트였다.  2008년 11월 21일 에어 캐나다 센터에서 토론토 랩터스를 연장전 129 대 127로 꺾는 데 18 포인트 부족으로부터 네츠가 다시 싸우면서 카터는 경기를 우승하는 두손의 배면 덩크슛을 포함하여 경력 사상 39 포인트를 득점하였다.  2009년 2월 3일 밀워키 벅스에 99 대 85의 우승에서 카터는 15 포인트, 12 어시스트와 10 리바운드와 함께 자신의 5번째 경력 트리플-더블을 기록하였다.

### 올랜도 매직(2009년~10년)
2009년 6월 25일 카터는 레이퍼 올스턴, 토니 배티와 코트니 리를 위한 교환에서 라이언 앤더슨과 함께 올랜도 매직으로 이적되었다.  올랜도 매직은 로스앤젤레스 레이커스에게 NBA 결승전을 자신들이 결핍했던 것 같은 자신 소유의 슛을 창조할 수 있는 주변 득점과 함께 한 센터 드와이트 하워드를 카터가 마련하기를 희망하였다.  2010년 2월 8일 그는 뉴올리언스 호니츠를 123 대 117로 꺾는 데 17 포인트 부족으로부터 매직이 회복할 때 후반전 34에서 시즌 사상의 48 포인트를 가졌다.  카터는 자신들이 보스턴 셀틱스에 의하여 4 대 2로 꺾인 동부 컨퍼런스 결승전에 매직이 도달하는 도움을 주었다.  그 일은 그의 처음이자 여태까지 단 하나의 컨퍼런스 결승전 시리즈에 특정을 지었다.

### 피닉스 선스(2010년~11년)

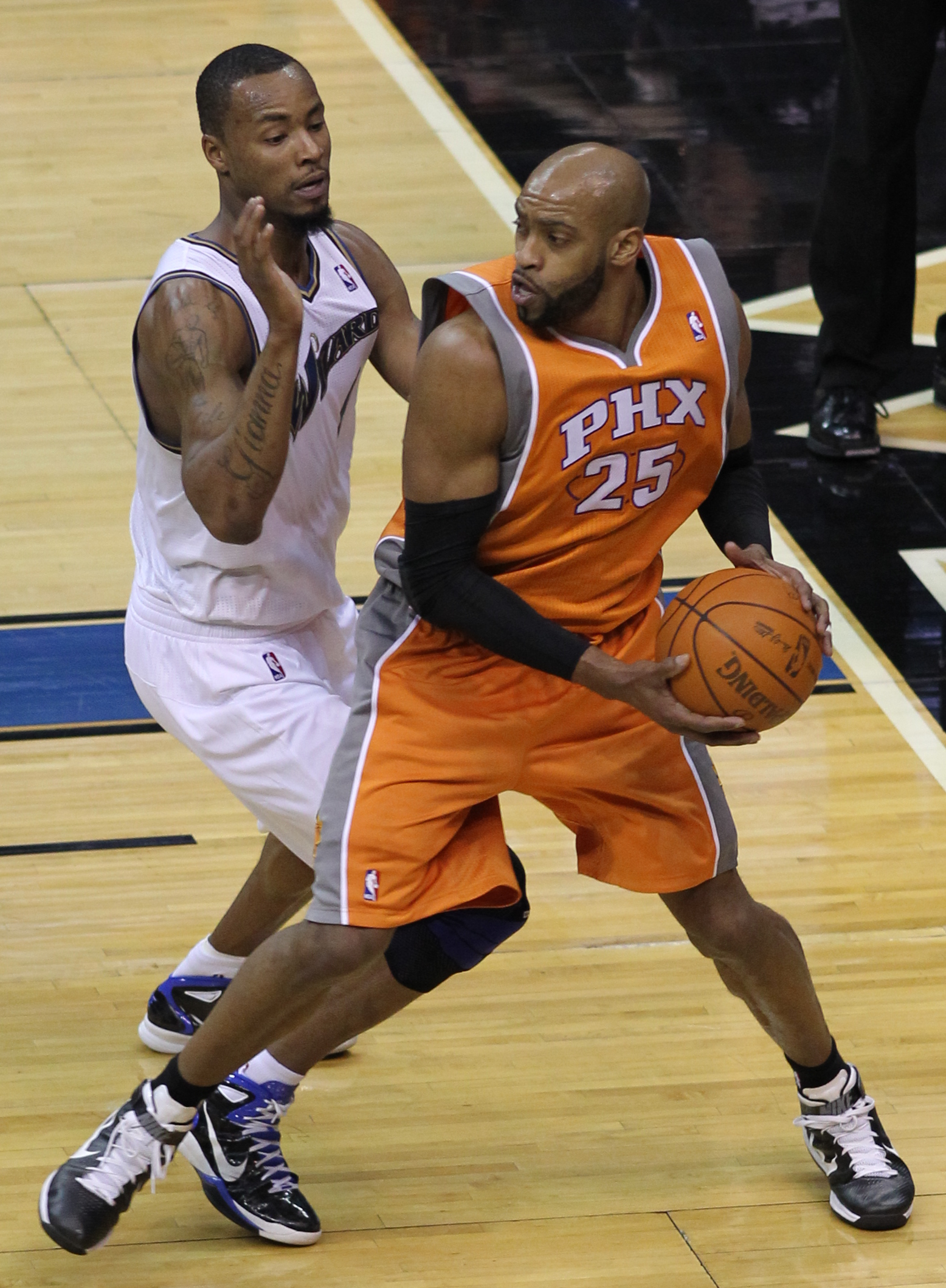
자신의 전 동료 선수 라샤드 루이스에 의하여 방어된 카터(2011년)

2010년 12월 18일 카터는 매직과 함께 6명의 선수 이적에서 피닉스 선스에 의하여 취득되었다.  2011년 1월 17일 카터는 닉스에 129 대 121의 우승에서 29 포인트와 12 리바운드를 기록하였다.  경기가 열리는 동안 그는 20,000 경력 포인트를 도달하여 그 상승 단계에 도달하는 데 37번째 NBA 선수가 되었다.
12월 9일 NBA 록아웃의 결말에 이어 카터는 선스에 의하여 포기 되었는 데 2011년~12년 시즌을 위하여 팀이 그의 1천 8백만 달러의 4 백만 달러 이상을 지불해야만 하던 의미였다.  카터는 선스에서 단명한 운영을 가져 42 퍼센트를 슈팅하고 13.5 포인트를 평균하는 동안 41개의 출발과 함께 51개의 경기들을 활약하였다.

### 댈러스 매버릭스(2011년~14년)
2011년 12월 12일 카터는 댈러스 매버릭스와 함께 3년 계약을 맺었다.  이 운동은 카터를 전 네츠의 동료 선수 제이슨 키드와 재결합시켰다.  2012년 4월 20일 워리어스를 상대로 카터는 1,500의 3 포인트 슛과 함께 NBA 역사상 8번째 선수가 되었다.
자신의 서커스 덩크 슛으로 자신의 경력에서 일찍이 알려진 카터는 매버릭스와 함께 자신의 3 포인트 슈팅으로 알려졌다.  2013년 2월 23일 새크라멘토 킹스에 123 대 100의 우승에서 카터는 NBA의 경력 득점 명단에 래리 버드를 통과하는 데 26 포인트를 득점하여 그를 29위로 옮겼다.  카터는 이 시기에 매버릭스의 마지막 21 포인트 중 17 포인트를 득점하면서 3번째 쿼터에서 킹스의 회복을 가라앉혔다.  그는 사상 명단에 29위를 위한 21,796의 경력 포인트와 함께 그날의 밤을 끝내 버드의 5를 앞섰다.  그는 최소한 1,600의 3 포인트 슛에서 함께 11번째 NBA 선수가 되었다.  그는 22,223의 경력 포인트와 함께 NBA의 사상 득점 명단에 27위를 하며 시즌을 끝냈다.  그의 162의 3 포인트 슛은 시즈에 이루어진 3개를 위한 그의 경력 사상으동점매겼다.  시즌의 코스에 그는 NBA 사상의 3 포인트 골 명단에서 닉 밴 엑셀, 팀 하더웨이, 에디 존스, 글렌 라이스, 제이슨 리처드슨과 코비 브라이언트를 통과하면서 17위에서 11위로 전진하여 한해를 1,6643의 경력 3 포인트 슛과 함께 끝냈다.
2013년~14년 시즌에 대비하여 카터는 제이슨 테리가 떠난 후, 매버릭스의 6번째 선수로서 자신을 설립하였다.  그는 책임들과 압력들을 늘인 이유로 시즌의 첫 22개의 경기들이 열리는 동안 겨우 10.5 포인트를 평균하고 필드로부터 37.6%를 슈팅하였다.  그는 12월에 자신의 수들이 향상된 것을 보아 18개의 경기 확장이 있는 동안 12.5 포인트를 평균하고 필드로부터 44.3%를 슈팅하였다.  2014년 3월 16일 오클라호마시티 선더를 상대로 카터는 23,010 포인트로 자신의 경력 총계를 올려 3번째 쿼터에서 2분 17초가 남으면서 3 포인트 슛과 함께 23,000 포인트 마크를 통과하는 데 27번째 선수가 되었다.   샌안토니오 스퍼스를 상대로 매버릭스의 첫 라운드 플레이오프의 3번째 경기에서 카터는 매버릭스에게 109 대 108의 우승을 주는 데 아무 시간이 남지 않으면서 경기를 우승하는 3 포인트 슛을 강타하였다.  매버릭스는 7개의 경기들에서 시리즈를 패하였다.

### 멤피스 그리즐리스(2014년~17년)
2014년 7월 12일 카터는 멤피스 그리즐리스와 함께 다수의 해의 계약을 맺었다.  11월 13일 그는 킹스를 상대로 111 대 110으로 경기를 우승하는 데 사이렌에서 측선으로부터 동료 선수 코트니 리에게 경기를 우승하는 영차의 어시스트를 이루었다.  12월 17일 카터는 스퍼스에 3배의 연장전 117 대 116의 우승에서 경력 사상 18 포인트를 득점하였다.  카터는 경기가 열리는 동안 NBA의 사상 득점에서 25위로 옮겨 로버트 패리시를 통과하였다.
카터는 2015년~16년 시즌의 그리즐리스의 첫 12개의 경기들 중 하나를 활약하였다.  2016년 2월 24일 레이커스를 상대로 득점된 9 포인트와 함께 카터는 득점한 경력 포인트에서 찰스 바클리(23,757)를 통과하였다.  이틀 후, 그는 레이커스에 112 대 95의 우승에서 시즌 사상 19 포인트를 득점하였다.  4월의 후순과 스퍼스를 상대로 첫 라운드 플레이오프의 전부를 위하여 카터는 출발 정렬에 넣어지고 잘 활약하였다.  스퍼스를 상대로 첫번째 경기에서 카터는 106 대 74의 패배에서 팀 사상 16 포인트를 득점하였다.  그리즐리스는 4개의 경기에서 시리즈를 패하였다.  2014년~15년 시즌에 팀 덩컨에 밀려 2위를 한 후, 카터는 2015년~16년 시즌을 위하여 "올해의 트와이먼-스탁스 팀메이트" 상을 수상하였다.  그 상은 사심 업슨 활약에 최고 동료 선수를 간주한 선수, 선도자와 다른 NBA 선수들에게 역할 모델로서 코트에 접하고 떨어지는 지도력과 팀에 위임과 봉납을 인정한다.
11월 1일 카터는 자신의 1,278번째 NBA 경기에서 활약하여 NBA 경력 명단에 25위를 위하여 그를 A. C. 그린과 동점매겼다.  그는 또한 24,000의 경력 포인트를 능가하는 데 NBA 역사상 24번째 선수가 되기도 하였다.  11월 8일 그는 너기츠를 상대로 20 포인트를 득점하고 2003년 4월 40세의 나이로 마이클 조던이 25 포인트를 득점한 이래 20 포인트 경기를 게시하는 데 NBA에서 연장자 선수가 되었다.  그 일은 또한 2014년 4월 30일 이래 카터의 첫 20 포인트 경기이기도 하다.  11월 12일 카터는 NBA 역사상 21위를 위하여 게리 페이턴(8,708)를 통과하는 데 벅스를 상대로 7개의 필드골을 이루었다.  또한 카터는 1,283개와 함께 활약한 NBA의 경력 겨이들에 24위를 위하여 찰스 오클리를 통과하기도 하였다. 11월 14일 유타 재즈에 우승에서 카터는 자신의 2번째 시즌의 20 포인트 경기를 가져 자신이 39세 287일의 연장자면서 39세의 나이에 벤치로부터 20 포인트와 5 이상의 리바운드를 게시하는 데 NBA 역사상 그 선수들 만으로서 조던과 패트릭 유잉에게 가입하였다.  카터는 오른쪽 둔부의 굴근이 삐면서 12월 초기에 7개의 경기들을 놓쳤다.  1월 11일 카터는 제이슨 키드를 앞서고 사상 명단에 5위로 옮기는 데 자신의 1,989번째 경력 3 포인트 슛을 쳤다.  2월 1일 너기츠를 상대로 경기에서 카터는 자신의 2,000번째 경력 3 포인트를 쳐 그 절정에 도달하는 데 5번째 만의 선수로 자신을 만들었다.  2월 6일 스퍼스를 상대로 카너는 경기에서 최소한 4개의 블록을 기록하는 데 40세의 선수들 만으로서 칼 멀론, 디켐베 무톰보, 카림 압둘 자바와 로버트 패리시에게 가입하였다.  2월 25일 뉴올리언스 펠리컨스를 상대로 경기에서 카터는 NBA 사상 득점 명단에서 23위를 위하여 앨런 아이버슨을 통과하였다.  3월 13일 카터는 시즌의 첫 출발을 이루어 시즌 사상의 24 포인트를 득점하고, 그리즐리스가 밀워키 벅스를 통과하는 것을 이끄는 데 호의 범위를 넘어서 6을 포함하여 자신의 슛의 8개 전부를 이루었다.  40세 46일의 나이로 카터는 또한 2013년 4월 주완 하워드 이래 NBA 경기를 시작하는 데 연장자 선수가 되기도 하였다.  3월 29일 인디애나 페이서스를 상대로 카터는 NBA 사상 득점 명단에 22위를 위하여 레이 앨런을 통과하였다.  4월 12일 매버릭스를 상대로 그리즐리스의 정규 시즌 결승에서 카터는 자신의 1,347번째 경기에서 활약하고, 활약한 정규 시즌의 경기들에서 13위를 위하여 코비 브라이언트를 통과하였다.  4월 22일 카터는 스퍼스를 상대로 그리즐리스의 첫 라운드 시리즈의 4번째 경기가 열리는 동안 플레이오프 경기에서 3개 혹은 그 이상의 3 포인트 슛을 이루는 데 첫 40세 선수가 되었다.

### 새크라멘토 킹스(2017년~18년)
2017년 7월 10일 카터는 새크라멘토 킹스와 1년, 8백만 달러의 계약을 맺었다.  8월 18일 플레이어스 보이스 어워드 시상식이 있는 동안 카터는 가장 영향적인 베테랑 선수로서 NBA 선수 협회에 의하여 임명되었다.  카터는 신장 결석과 함께 시즌의 초순에 7개의 경기들을 놓쳤다. 12월 27일 카터는 클리블랜드 캐벌리어스에 109 대 95의 우승에서 시즌 사상 24 포인트를 득점하였다.  그 일은 경기에서 최소한 20 포인트에 40세 이상의 예비 선수가 득점한 NBA 역사상 처음이었다. 그는 자신의 83% 슈팅이 자신 경력의 2번째로 최고의 퍼센티지에 특정을 지으면서 벤치에서 떨어져 30분에서 필드로부터 12의 10을 슛을 쏘았다.  2018년 1월 28일 스퍼스를 상대로 카터와 마누 히노빌리는 각각 21 포인트와 15 포인트를 득점하여 NBA 역사상 2명의 40세 이상의 선수들이 최소한 15 포인트에서 각각 득점한 첫 경기였다. 3월 19일 피스턴스에게 106 대 90의 패배에서 카터는 NBA 경력 득점 명단에 패트릭 유잉을 통과하여 22위로 옮기는 데 7 포인트를 가졌다. 시즌의 말기에 그는 플레이어스 보이스 어워드의 일부로서 NBPA의 지지력 상과 가장 존경적 상의 수상자였다.

### 애틀랜타 호크스(2018년~20년)
2018년 8월 24일 카터는 애틀랜타 호크스와 계약을 맺었다. 10월 17일 호크스를 위한 자신의 데뷔에 카터는 뉴욕 닉스에게 126 대 107의 패배에서 포워드로 시작하고 21 포인트를 득점하여 41세 264일의 나이에 시즌의 개막을 출발하는 데 NBA 역사상 2번째 연장자 선수가 되었다. 로버트 패리시(42세 65일) 만이 카터보다 연상의 개막의 밤 NBA 출발 선수였따.  11월 21일 그는 랩터스에게 124 대 108의 패배에서 14 포인트를 득점하여 25,000의 경력 포인트를 도달하는 데 NBA 역사상 22번째 선수가 되었다. 12월 29일 캐벌리어스에 11 대 108의 우승에서 그는 동등한 팀 사상 21 포인트를 득점하였다.  그 일은 호크스를 위하여 20 포인트와 함께 한 첫 경기였고, 득점에서 팀의 지도를 위하여 이끌거나 동점을 매기는 데 NBA 역사상 최연장 선수가 되었다.  그는 또한 41세 337일의 나이에 20 포인트 이상을 득점하는 데 최연장 선수가 되어 6일 차이로 카림 압둘 자바의 기록을 깼다. 2020년, 2019-2020 시즌을 진행하던 도중 코로나바이러스감염증-19 대유행으로 인해 리그가 중단되는 일이 발생하였다. 2020년 6월, NBA 사무국이 올랜도 디즈니 랜드에서 시즌을 재개한다는 방침을 발표하면서 애틀랜타 호크스를 비롯한 하위권 팀들은 참가하지 않기로 했다. 이에 따라 빈스 카터도 43세의 나이로 현역 은퇴를 선언하였다.

## 국가대표팀 경력
오스트레일리아 시드니에서 2000년 하계 올림픽이 열리는 동안 카터는 자신이 7 피트 2 인치(2.18m)의 프랑스의 센터 프레데릭 웨즈에 점프를 할 때 가장 기억에 남는 덩크슛들 중의 하나를 상연하였다.  동료 선수 제이슨 키드는 "자신이 여태까지 본 최고 활약들 중의 하나"라고 말했다. 프랑스의 대중매체는 그 일을 "le dunk de la mort"("죽음의 덩크슛")라고 더빙하였다.  미국 팀은 그해에 금메달을 획득하고 카터는 한 경기에 14.8 포인트와 함께 팀을 이끌었다.  카터는 자신이 자신의 개인적 생활에서 자신의 좌절을 인정하였고, 올림픽이 열리기 전에 트레이시 맥그레이디는 랩터스를 떠났다.
카터는 코비 브라이언트가 그의 무릎과 어깨에 수술을 받으로 간 동안 2003년 FIBA 미주 토너먼트를 위하여 미국 팀의 로스터에 브라이언트를 대체하였다. 그는 브라이언트의 등번호 8을 입었다.  브라이언트는 2004년 하계 올림픽을 위한 시간에서 자신의 자리를 다시 차지하기로 상상되었다. 하지만 코비 브라이언트는 나중에 당시 자신이 향한 강간 고발의 이유로 물러났다. 카터는 올림픽 자리가 마련되었으나 여름 동안 휴식을 가지고, 당시 또한 결혼을 하는 데 쉬기로 필요함을 느끼면서 거절하였다.

## 수상과 업적
- 8회의 NBA 올스타 선발 - 2000년~07년(2002년에는 부상의 이유로 놓침)
- 올림픽 금메달 - 2000년
- 2회의 올NBA
  - 세컨드 팀 - 2001년
  - 서드 팀 - 2000년
- NBA 슬램 덩크 챔피언 - 2000년
- NBA 올루키 퍼스트 팀 - 1999년
- NBA 올해의 신인상 - 1999년
- 스포팅 뉴스 올해의 NBA 신인 선수 - 1999년
- 올해의 트와이먼-스탁스 팀메이트 상 - 2016년

### NBA 플레이오프 기록들
- 전반전에 이루어진 대다수의 3 포인트 필드 골 - 8(2001년 5월 11일 동부 컨퍼런스 준결승전에서 필라델피아 세븐티식서스를 상대로)
- 한 경기에 이루어진 대다수의 연속적 3 포인트 필드 골 - 8
- 전반전에 이루어진 대다수의 3 포인트 필드 골 - 8
- 플레이오프 경기에서 최소한 3 포인트 슛을 치는 데 첫 40세 선수 - 3(2017년 4월 22일 서부 컨퍼런스의 첫 라운드에서 샌안토니오 스퍼스를 상대로)

### 뉴저지 네츠 프랜차이즈 기록들
- 한 경기에 이루어진 대다수의 3 포인트 필드 골 - 9(2006년 12월 11일 멤피스 그리즐리스를 상대로)
- 한 시즌에 이루어진 득점된 대다수의 포인트 - 2,070(2006년~07년)
- 가장 연속적 20개 혹은 그 이상의 경기들 - 23(2005년~06년)
- 싱글 시즌에 최소한 2,000 포인트를 득점한 첫 네츠의 선수(2006년~07년)

## 같이 보기
- 올림픽 농구 메달리스트 목록